# DFS 194
DFS 194 (Messerschmitt Me 194) – niemiecki samolot doświadczalny ze skrzydłami w układzie delta.

## Historia
DFS 194 powstał na zamówienie RLM w ramach tajnego programu badawczego Projekt X, którego celem było zbudowanie myśliwca Luftwaffe o napędzie rakietowym. Konstruktorem samolotu był Aleksander Lippisch. Początkowo badania były prowadzone w DFS (Deutsche Forschungsanstalt für Segelflug). Z uwagi na brak odpowiedniego wyposażenia warsztaty szybowcowe współpracowały z zakładami Heinkel, które w tym samym czasie opracowywały własny samolot rakietowy, Heinkel He 176. Opóźnienia z dostawą silnika rakietowego Walter R I-203 spowodowały, że pierwsze próby prototypu przeprowadzano z silnikiem tłokowym.
W 1938 roku Aleksander Lippisch wraz z grupą swoich współpracowników opuścił zakłady DFS i przeniósł się ze swoim projektem do zakładów Messerschmitt w Augsburgu. Od 1939 roku kontynuował je w ramach Grupy L. Zmieniono wówczas nazwę samolotu z DFS 194 na Messerschmitt Me 194.
W 1940 roku prototyp samolotu został przebudowany i dostosowany do napędu rakietowego. Płatowiec przetransportowano na lotnisko Karlshagen, gdzie odbyły się pierwsze próbne loty. Badania na samolocie DFS 194 zakończono na przełomie 1940 i 1941 roku, gdy powstał bardziej zaawansowany prototyp samolotu Messerschmitt Me 163.